# らぶりん
らぶりんは、青森放送（RAB）のマスコットキャラクター。 

## 概要
青森県が生産日本一を誇る「リンゴ」と「ハート」がモチーフ。

RAB開局50周年記念のシンボルマーク、キャラクター、キャッチコピーを一般公募、現在も使われている同局のキャッチコピー「ホットするね!RAB」と共に2002年9月18日に制定された。ボディカラーは濃いめのピンクで、白い手足が特徴。静止画では、両手を前に出して体を傾けていることが多い。
RABではこれ以前にも局キャラクター（後述）が制定されていたが、新聞広告などの静止画が中心で露出度は少なかった。CGアニメーションのテレビスポットCMを制作するなど、積極的に活用するようになったのは、この「らぶりん」からである。
2009年4月3日からは、常時表示を開始した地上デジタル放送のチャンネルロゴ表示に採用された。昨今はラジオでも、らぶりんを主人公としたショートストーリー風のスポットCMが放送されている。
なお、初期のデザインでは黒目がなく、現在よりも目が小さく描かれていた。
2010年からは、ラジオ・テレビ両方のスポットCMで「らぶりんの歌」が流れているが、歌っているのは同局アナウンサーだった（中京テレビへの移籍を経て、現在はフリーアナウンサー）樋田かおりである。

## 過去のRABのキャラクター
- みてきいテン
  - キツネのキャラクターで、名前はラテ兼営局らしく「見て（テレビ）聞いて（ラジオ）」にかけたもの。
大きく見せている左目がフジテレビの目玉マークに酷似している（右目は普通の黒目）。
開局45周年の1998年に誕生。翌1999年には、当時開設された同局ホームページのトップに掲載された。

- ホウホウちゃん
  - フクロウのキャラクター。

- エコミン
  - RABのエコキャンペーン「そうそう私もエコライフ」（2007年～2008年）で登場したカエルのキャラクター。
全編バーチャルCGによるキャンペーンCMでは、筋野裕子・上野由加里両アナと共演。

## 他の在青局のキャラクター
- 山田じん子（青森テレビ）…2006年、地上デジタル放送開始を機に誕生。こちらも地上デジタル放送のウォーターマークに使われている。
- ドキタン（青森朝日放送）…1998年誕生。在青局のキャラクターでは最年長。